# Bijelo Brdo
Bijelo Brdo es una localidad de Croacia en el ejido del municipio de Erdut, condado de Osijek-Baranya.

## Geografía
Se encuentra a una altitud de 90 m s. n. m. a 295 km de la capital nacional, Zagreb.

## Demografía
En el censo 2011 el total de población de la localidad fue de 1961 habitantes.
| Gráfica de población de Bijelo Brdo 1857-2011                       |
|                                                                     |
| Según los censos de población de la oficina estadística de Croacia. |

## Historia
En la localidad se halló un yacimiento arqueológico que dio nombre a la cultura de Bijelo Brdo.